# Bloody Hammers
 (juin 2019).
Bloody Hammers est un groupe américain mélangeant le heavy metal, le Doom metal et le Hard rock. 
Formé en 2012, il est originaire du Comté de Transylvania, en Caroline du nord.

## Membres

### Membres actuels
- Anders Manga - Chant, guitare et basse (2012-présent)
- Devallia - Clavier et piano (2012-présent)

### Anciens Membres
- Curse - Batterie (2012-2013)
- Bill Fischer - Guitare
- Doza Mendoza - Batterie

## Discographie

### Album EP
- 2017 : The Horrific Case Of Bloody Hammers (Napalm Records)

### Compilation
- 2013 : Spiritual Relics (SoulSeller Records)